# Plecoptera diaperas
Plecoptera diaperas är en fjärilsart som beskrevs av George Francis Hampson 1926. Plecoptera diaperas ingår i släktet Plecoptera och familjen nattflyn. Inga underarter finns listade i Catalogue of Life.